# Býškovice
Býškovice là một làng thuộc huyện Přerov, vùng Olomoucký, Cộng hòa Séc.